# 스칼렛 오하라

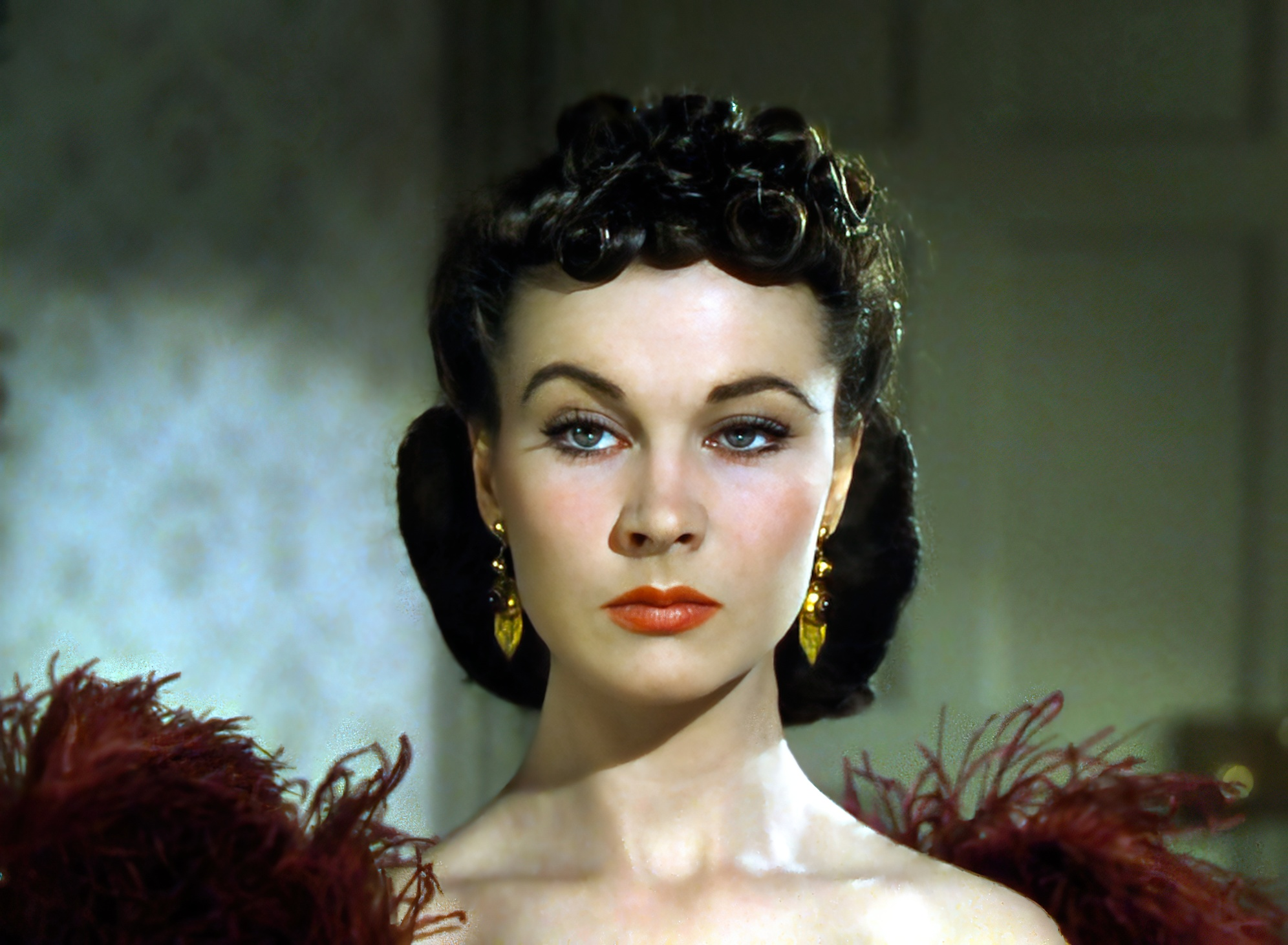
바람과 함께 사라지다 트레일러의, 비비언 리가 연기한 스칼렛 오하라.

스칼렛 오하라(Scarlett O'Hara)는 마거릿 미첼의 1936년 소설 바람과 함께 사라지다, 동명의 1939년 영화의 가공 인물이자 주인공이다. 영화에서 스칼렛 오하라는 비비언 리가 역을 맡았다. 또, 1970년 뮤지컬 스칼렛, 1991년 책 스칼렛(바람과 함께 사라지다의 후속작)의 주인공이기도 하다.